# Senna-Saint-Denis
Senna-Saint-Denis (in francese Seine-Saint-Denis) è un dipartimento della regione francese dell'Île-de-France.
Si tratta di uno dei tre dipartimenti che costituiscono l'area periferica di Parigi insieme a Hauts-de-Seine e Valle della Marna.

## Geografia fisica

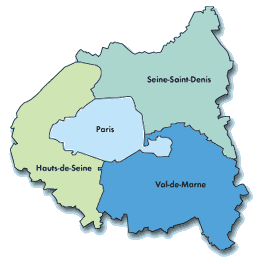
Parigi e la "piccola corona" formata da tre dipartimenti. A nord-est quello della Senna-Saint-Denis

Il territorio del dipartimento confina con i dipartimenti degli Hauts-de-Seine a nord-ovest, della Val-d'Oise a nord, della Senna e Marna (Seine-et-Marne) a est, della Valle della Marna (Val-de-Marne) a sud e di Parigi a sud-est.
Le principali città, oltre al capoluogo Bobigny, sono Aubervilliers e Saint-Denis. Il dipartimento è stato creato il 1º gennaio 1968, grazie all'applicazione della legge del 10 luglio 1964 che prevedeva la suddivisione degli antichi dipartimenti della Senna e di Seine-et-Oise. Il dipartimento opera da anni una politica indirizzata al recupero del territorio e alla rivalutazione delle sue potenzialità culturali, associative e turistiche.
Per quanto riguarda il turismo nel dipartimento risulta particolarmente interessante la visita alla Basilica di Saint-Denis, risalente al XIII secolo, costruita in stile gotico. Il territorio del dipartimento ospita il grande Stade de France, costruito appositamente per ospitare le partite di calcio del Campionato mondiale di calcio nel 1998.

## Amministrazione
L'organo amministrativo dei dipartimento è il Consiglio dipartimentale della Senna-Saint-Denis; Senna-Saint-Denis è composto da tre arrondissement dipartimentali e quaranta comuni:
| Arrondissement di Saint-Denis | Arrondissement di Bobigny | Arrondissement di Le Raincy |
| --- | --- | --- |
| 1. Saint-Ouen-sur-Seine 2. Aubervilliers 3. Saint-Denis 4. L'Île-Saint-Denis 5. Épinay-sur-Seine 6. Villetaneuse 7. Pierrefitte-sur-Seine 8. Stains 9. La Courneuve | 1. Dugny 2. Le Bourget 3. Drancy 4. Bobigny 5. Bondy 6. Les Pavillons-sous-Bois 7. Noisy-le-Sec 8. Romainville 9. Pantin 10. Le Pré-Saint-Gervais 11. Les Lilas 12. Bagnolet 13. Montreuil 14. Rosny-sous-Bois 15. Villemomble | 1. Neuilly-Plaisance 2. Neuilly-sur-Marne 3. Noisy-le-Grand 4. Gournay-sur-Marne 5. Gagny 6. Le Raincy 7. Clichy-sous-Bois 8. Montfermeil 9. Coubron 10. Vaujours 11. Livry-Gargan 12. Sevran 13. Aulnay-sous-Bois 14. Le Blanc-Mesnil 15. Villepinte 16. Tremblay-en-France |